# Simon Schreiber

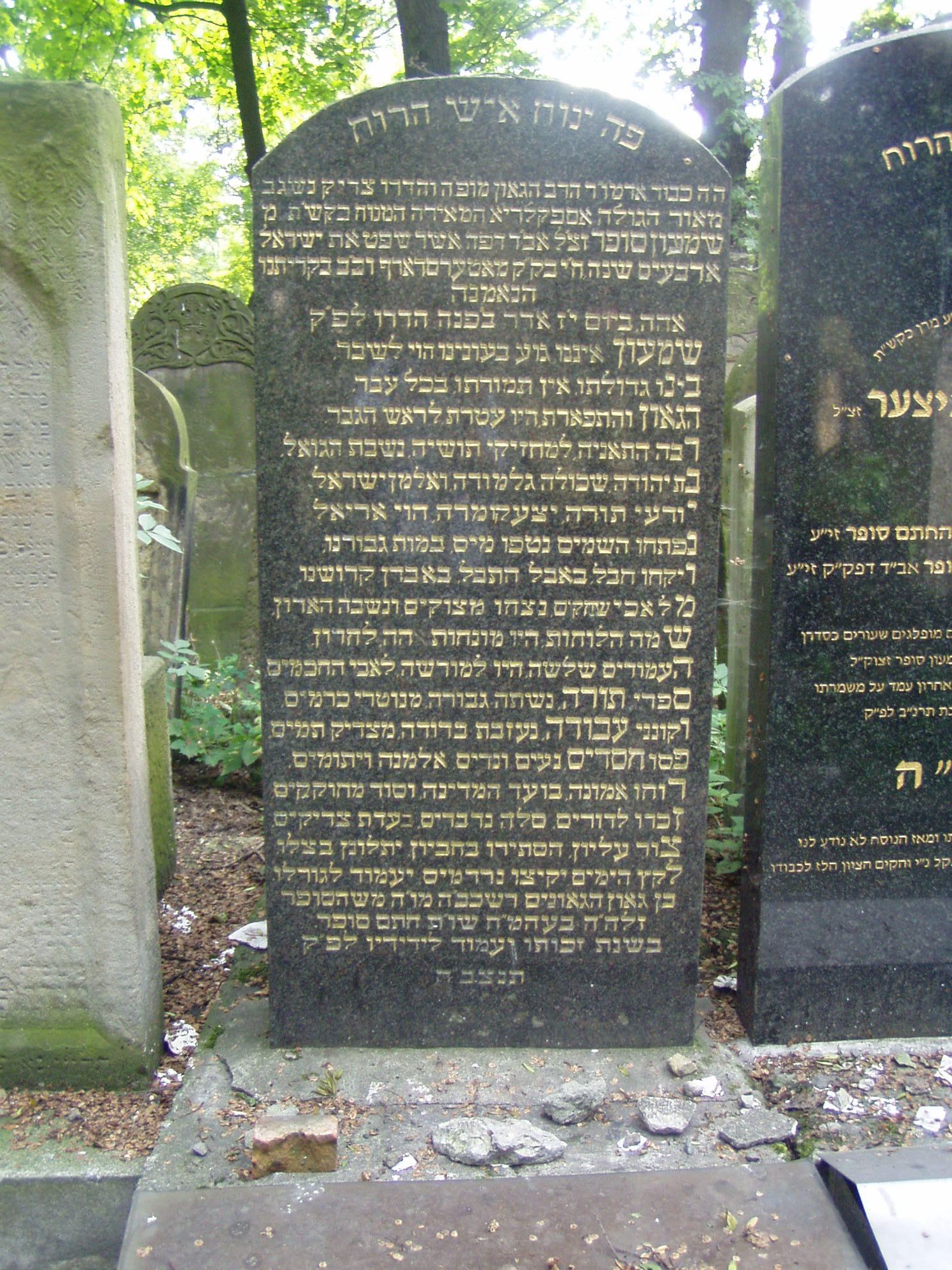
Hrob Simona Schreibera na novém židovském hřbitově v Krakově.

Simon Schreiber, polsky Szymon Schreiber, hebrejsky a jidiš שמעון סופר‎, Šim'on Sofer (18. prosince 1820 Prešpurk – 26. března 1883 Krakov) byl rakouský rabín a politik z Haliče, v 2. polovině 19. století poslanec Říšské rady; jeden z hlavních představitelů ortodoxního judaismu v Haliči.

## Biografie
Jeho otcem byl Moses Schreiber, vrchní rabín v Prešpurku. Simon se v roce 1842 stal rabínem v Mattersdorfu. Od roku 1860 působil v Krakově. Stal se jedním z nejvýznamnějších představitelů ortodoxního judaismu v Haliči. V roce 1880 založil hebrejsky psaný týdeník Machazikej ha-dat, který ještě počátkem 20. století stále vycházel ve Lvově. Krátce před smrtí vydal výzvu všem haličským židům, aby ve volbách nevolili liberálně smýšlející souvěrce. Zároveň pohrozil klatbou v případě neuposlechnutí výzvy. Státní návladní ve Lvově pak s ním zahájil předběžné vyšetřování pro zločin vydírání. Krátce poté ovšem Schreiber zemřel. Národní listy jeho náhlé úmrtí spojovaly s rozčílením souvisejícím s touto kauzou.
Působil jako poslanec Říšské rady (celostátního parlamentu Předlitavska), kde usedl po volbách roku 1879 za kurii městskou v Haliči, obvod Kolomyja, Sňatyn, Bučač atd. Poslancem byl až do své smrti roku 1883. Ve volebním období 1879–1885 se uvádí jako Simon Schreiber, rabín, bytem Krakov. List Das Vaterland uváděl po volbách, že Schreiber přislíbil po svém zvolení vstoupit do Polského klubu, ale že se zdá, že to nehodlá učinit. Nakonec ale do Polského klubu vstoupil. V Říšské radě patřil mezi málo aktivní poslance. Hlasoval ale loajálně s Polským klubem. Ve sněmovně zasedal na pravici a na schůze parlamentu chodil v tradičním úboru ortodoxního žida.
Zemřel v březnu 1883 na mrtvici. Po celý den cítil nevolnost, ale ještě rozmlouval s různými hosty. V 5 hodin odpoledne ovšem upadl do bezvědomí a po krátké agónii zemřel.